# Сераван
Серава́н (перс. سراوان‎) — город на юго-востоке Ирана, в провинции Систан и Белуджистан. Административный центр шахрестана Сераван. Расположен в длинной долине, недалеко от границы с Пакистаном.

## Население
Население по данным на 2012 год составляет 72 184 человека; по данным переписи 2006 года оно насчитывало 58 652 человека; представлено преимущественно народом белуджи.
| 1986   | 1991   | 1996   | 2006   | 2012   |
| ------ | ------ | ------ | ------ | ------ |
| 22 730 | 33 325 | 41 177 | 58 652 | 72 184 |